# Mesoleptus reclinator
Mesoleptus reclinator là một loài tò vò trong họ Ichneumonidae.